# FS D.443
Les Locomotives D.443 sont les dernières locomotives diesel-électriques multi fonctions puissantes du parc roulant des Ferrovie dello Stato. Les FS en ont commandé 50 exemplaires en deux séries. Le réseau italien étant électrifié quasiment à 100%, les FS n'ont plus commandé ce type de matériel depuis 1970, date de la dernière livraison. Elles sont toujours en service en 2014.

## Histoire
En 1964, les chemins de fer italiens FS ont passé commande à des constructeurs privés de locomotives diesel-électriques D.343 ainsi que l'étude d'un modèle plus puissant, multi-fonctions et qui respecterait toutes les contraintes d'unification du matériel roulant, comme les D.343.
Les locomotives D.443 ont été construites de 1967 à 1970 en 50 exemplaires  répartis en deux séries et avec des moteurs différents. Une première commande de 30 unités a été passée en 1966 à Fiat Ferroviaria et une seconde de 20 unités en 1969 à son concurrent Breda C.F..
La première série a été numérotée FS D.343.1001 à 1030 et la seconde série FS D.443.2001 à 2020. 
Les FS avaient défini, pour la série D.343, les contraintes d'une nouvelle génération de locomotives diesel-électriques unifiées et la D.443 devait respecter ces caractéristiques communes qui comprenaient, au minimum, les caisses et les bogies monomoteur développées par les FS. Les moteurs devaient également avoir été homologués par les FS. 
Le D.443 a été conçu pour remplacer les anciennes locomotives, les toutes dernières locomotives à vapeur encore en service et les premières motrices diesel employées pour les trains de marchandises, mais aussi pour des trains de voyageurs. Elles devaient être capables de circuler sur les lignes non électrifiées légèrement armées.

## Caractéristiques techniques
Les locomotives D.443 comportaient des parebrises recourbés sur les côtés. Ils seront remplacés à partir de 1980 pour respecter les nouveaux critères de sécurité sur les voies qui ont imposé des vitrages plans renforcés, feuilletés et résistants à des chocs importants comme des pierres. Ces locomotives sont de type B'B' et leur vitesse commerciale maximale est de 130 km/h. Comme tout le parc des FS, ces locomotives ont été repeintes en fonction des livrées en vigueur. La dernière livrée XMPR comprend les couleurs blanc, vert et bleu. Ces locomotives sont équipées du système de sécurité SSC-SSB, Système de Support à la Conduite - Système de bord, obligatoire en Italie.

### Partie mécanique
Les locomotives D.443 sont les locomotives bidirectionnelles avec une cabine à chaque extrémité. La caisse comprend deux parties avec une cloison coupe-feu abritant le groupe moteur-générateur, les compresseurs et l'autre partie des radiateurs et des ventilateurs de refroidissement Intercooler. 
Les bogies comportent, comme sur tout matériel moderne, un col de cygne et une suspension avec ressorts hélicoïdaux avec le groupe réducteur et la transmission à arbre creux et la danse de la bague de transmission. 
Les moteurs installés à l'origine sont de deux types différents : 
- 1re série D.443.1xxx, Fiat-Grandi Motori type 2312 SSF à injection directe, 2 moteurs 6 cylindres en "V" d'une puissance de 1 900 ch à 1 000 tr/min chacun,
- 2de série D.443.2xxx, Breda C.F.-Paxman, type 12YLCL à injection directe, 2 moteurs 6 cylindres en "V" d'une puissance de 1 900 ch à 1 000 tr/min.

Les locomotives D.343.2007 et 2011 ont été modifiées en 1980 et ont été équipées des moteurs diesel Fiat 2312 SSF, identiques à ceux de la première série.

### Partie électrique
Toutes les locomotives D.443 comportent un générateur de courant Ansaldo dont la tension peut varier entre 640 et 1080 volts, la puissance totale est de 1.245 kW. Les moteurs de traction, montés sur chaque bogie, sont des Breda C.F. type MTSC 039/17 développant une puissance de 2 x 622 kW. 
Les locomotives sont réputées pour leur robustesse, fiabilité et leur souplesse d'utilisation pour conduire à la fois des trains de marchandises lourds et des trains de voyageurs.